# مار براق نواری
مار براق نواری (نام علمی: Bungarus fasciatus) نام یک گونه از سرده مارهای براق است.

## نگارخانه

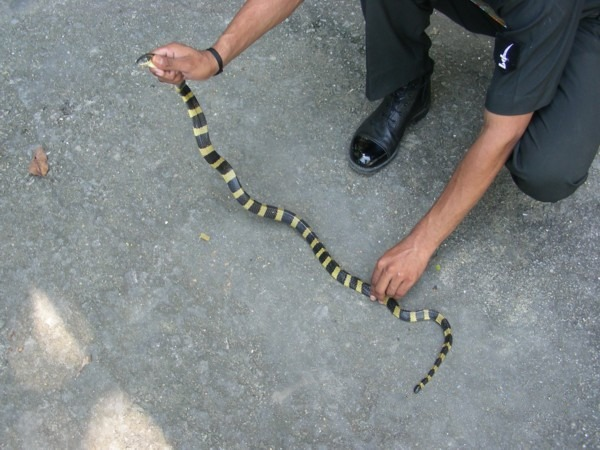